# Казин, Фёдор Нилович
Фёдор Нилович Казин (14 [26] июля 1857, село Байтеряково /Дмитриевское/, Бетьковской волости Лаишевского уезда Казанской губернии, — 2 [15] марта 1915, Казань) — русский государственный, общественный и земский деятель, член Государственной Думы 4-го созыва, землевладелец.

## Происхождение
Ф. Н. Казин родился в семье потомственного дворянина Нила Дмитриевича (Димитриевича) Казина и его первой жены — Екатерины Фёдоровны (урождённой Лихачёвой). Русский, православного вероисповедания.

### Представитель рода Казиных
Род Казиных служил России на протяжении веков.
Из предков Ф. Н. Казина наибольшую ратную славу снискал себе его дед — потомственный дворянин Тверской губернии, тайный советник Дмитрий (Димитрий) Нилович Казин, участвовавший в Отечественной войне 1812 года и Заграничном походе русской армии 1813—1814 годов По боевой биографии Д. Н. Казина, скончавшегося 2 (14) декабря 1852 года в должности директора Канцелярии Капитула Орденов, можно изучать их историю.
«Будучи 7 октября 1811 года в чине прапорщика переведён из Таврического Гренадерского полка в лейб-гвардии Финляндский полк, — коротко перечисляли воинские заслуги своего деда и прадеда 20 октября (3 октября) 1910 года в заявлении на имя Лаишевского уездного предводителя дворянства Н. Н., Ф. Н. и В. Н. Казины, — Дмитрий Нилович участвовал с полком в следующих походах и сражениях: 1812 года в пределах России — 26 августа при селе Бородине, за которое награждён орденом Св[ятой] Анны 4 степ[ени]; 6 октября в экспедиции при селе Тарутине; 12 октября при Малом Ярославце; 30 октября при селении Княжом; 6 ноября при городе Красном, за что награждён орденом Св[ятого] Владимира 4 степ[ени] с бантом, и при преследовании неприятеля до города Вильно. Затем в 1813 году заграницею — в Пруссии, Саксонии, Богемии, герцогствах Франкфуртском, Дармштадтском и Баденском, участвовал в сражениях 4 и 6 октября при городе Лейпциге, за что награждён был орденом Св[ятой] Анны 2 степ[ени], и 18 марта 1814 года при взятии города Парижа во Франции».
Отец Ф. Н. Казина — дворянин Тверской губернии Нил Дмитриевич (Димитриевич) Казин (второй сын Д. Н. Казина), родившийся 1 (13) июля 1824 года, дослужился до штабс-ротмистра (по другим сведениям — до штабс-капитана) лейб-гвардии Её Императорского Величества уланского полка.
В 1860 года род Казиных был внесён в 6-ю часть дворянской родословной книги Казанской губернии.

### Братья и сёстры
У Н. Д. Казина было четверо сыновей и три дочери от первого брака с Екатериной Фёдоровной Лихачёвой, заключённого в 1849 г., а также двое сыновей от второго брака с Софьей Николаевной Лобачевской (дочерью великого русского математика Н. И. Лобачевского). Скончался Н. Д. Казин около 1871 г.
Братьями и сёстрами Н. Ф. Казина от первого брака являлись: Дмитрий (родился 6 июля 1851 г. в Казани, скончался в 1913 г. в Гродно) — штабс-капитан, впоследствии — командир 63-го пехотного Углицкого генерал-фельдмаршала Апраксина полка, генерал-майор в отставке; Глафира (в замужестве — Андреева) (родилась 19 октября /1 ноября/ 1854 г. в Казани); Николай (родился 26 мая /7 июня/ 1856 г. в Казани, скончался 10 /23/ января 1916 г.) — прокурор, затем — председатель Казанского окружного суда; Борис (родился 5 /17/ января 1859 г. в Казани, скончался 15 февраля 1918 г., похоронен в Казани) — инженер путей сообщения, проживал в Санкт-Петербурге; Прасковья (в замужестве — Хомякова) (родилась 12 /24/ марта 1860 г.); Александр (родился 10 /22/ июня 1862 г. в селе Байтеряково Лаишевского уезда Казанской губернии) — податной инспектор, проживавший в 1910 г. в городе Ардатове Нижегородской губернии, и Мария (Марья) (родилась 26 декабря 1864 г. /7 января 1865 г./, скончалась 20 сентября 1938 г., похоронена в Казани); братьями от второго брака — Нил (родился в 1868 г., скончался 20 октября /1 ноября/ 1872 г., похоронен в Казани), Пётр (родился 24 февраля /8 марта/ 1869 г. в селе Байтеряково), проживавший в 1910 г. в Москве..

### Родовое имение Казиных
«Дворянским гнездом» Казиных являлось Байтеряковское имение, располагавшееся в селе Байтеряково (Дмитриевское) Лаишевского уезда Казанской губернии.
В этом же селе 16 (28) апреля 1861 г. в семье священника Иоанна Александровича Александрова (настоятеля местной Владимирской церкви с мая 1860 г. по сентябрь 1862 г.) родился выдающийся русский учёный-славист и церковный деятель — Александр Иванович Александров, в дальнейшем — профессор Императорского Казанского Университета и будущий епископ Ямбургский, викарий Петербургской епархии, ректор Санкт-Петербургской Духовной Академии Анастасий (А. И. Александров).
Своё имущественное положение сами потомки Д. Н. Казина определяли как «удовлетворительное».
По состоянию на 1905 г., Ф. Н .Казин имел в общем владении с братьями Николаем, Борисом и Александром 1557 десятин земли при селе Байтеряково Лаишевского уезда Казанской губернии — в качестве родового имения, а также в общем владении с теми же братьями — 347 десятин земли в том же Лаишевском уезде — в качестве благоприобретённого имения.
Само село, состоявшее из двух сельских обществ (которые составляли «бывшие крепостные гг[оспод] Казиных и Янушкевича»), являлось крепким во многих отношениях. «Земельный надел крестьян - от первых 1548 десятин, второго — 344 десятины», — отмечал известный казанский краевед И. А. Износков в одном из изданий 1893 г. Тогда в Байтеряково было 205 дворов и проживал 1071 человек (513 мужчин и 558 женщин). «Принадлежащие селу пахотные поля, — писал, в частности, И. А. Износков, — дают весьма хорошие урожаи. Жители производят значительные запашки хлеба. По характеру они — честны и бережливы». С 1888 г. в Байтеряково функционировала церковно-приходская школа, в начале двадцатого века действовала читальня «Казанского Общества Трезвости», мельница, кузница, казённая винная и пять бакалейных лавок.
После революционных событий 1905 — 1907 гг. в селе Байтеряково был создан отдел «Союза Русского Народа» (СРН). Точная дата его открытия не прояснена: согласно одним источникам, Байтеряковский отдел СРН функционировал уже к 31 мая /13 июня/ 1907 г., согласно другим — открылся 10 /23/ марта 1908 г. В рапорте Лаишевского уездного исправника Казанскому губернатору от 25 марта /7 апреля/ 1908 г. сообщалось, что председателем его Совета являлся местный землевладелец дворянин Яков Петрович Андреев, а его товарищами (заместителями) — священник К. Н. Львов и крестьянин А. Ф. Власов.
Известно также, что 21 мая /3 июня/ 1912 г. в селе Байтеряково при большом стечении народа состоялось открытие памятника «в Бозе почивающему Государю Императору Александру II», воздвигнутого «обществом крестьян этого селения».
В тот же день крестьяне Байтеряковского сельского общества через брата Ф. Н. Казина — председателя Казанского окружного суда Н. Н. Казина, присутствовавшего на церемонии открытия памятника, обратились к Казанскому губернатору М. В. Стрижевскому с просьбой повергнуть к стопам Императора Николая II «изъявление их верноподданнических чувств беспредельной любви и преданности». На докладе министра внутренних дел о выражении верноподданнических чувств последовала монаршая резолюция: «Искренно всех благодарю».

## Учёба, военная служба
Ф. Н. Казин учился во 2-й Казанской гимназии, курс которой, однако, не окончил.
Был зачислен рядовым в 7-й запасный пехотный батальон в качестве вольноопределяющегося 3-го разряда и 9 (21) октября 1877 г. командирован «для прохождения курса наук» в Казанское пехотное юнкерское училище. По освидетельствованию комиссии при Казанском военном госпитале «признан по неизлечимой болезни совершенно неспособным к продолжению военной службы» и 15 (27) сентября «1878» г. уволен с неё с освобождением от зачисления в состав государственного ополчения; 23 сентября (5 октября) 1878 г. откомандирован обратно в батальон.
Как отмечалось в «формулярном списке» о службе Ф. Н. Казина, датированном 1914 г., «в походах против неприятеля и в самых сражениях» он не участвовал и наказаниям не подвергался.
29 декабря 1879 г. (10 января 1880 г.), согласно прошению, распоряжением Казанского губернатора Ф. Н. Казин был определён в штат его Канцелярии, но уже 15 (27) февраля 1881 г. уволен в отставку «по домашним обстоятельствам». 24 мая (5 июня) 1882 г. Высочайшим приказом по морскому ведомству о чинах гражданских за № 58 определён помощником старшего сортового содержателя экипажных магазинов Кронштадтского порта (приказом № 105 произведён за выслугу лет в коллежские регистраторы со старшинством с 8 /20/ апреля 1883 г.).
6 (18) июля 1883 г. Ф. Н. Казин был вновь уволен со службы в отставку «по домашним обстоятельствам».

## Деятельность в Казанской губернии
10 (22) августа 1883 г. Ф. Н. Казин был определён, по прошению, младшим помощником правителя Канцелярии Казанского губернатора.

### Земская служба в Тетюшском уезде
Следующий его период жизни оказался непосредственным образом связан с Тетюшским уездом Казанской губернии.
3 (15) марта 1884 г. распоряжением министра внутренних дел он был утверждён в должности непременного члена Тетюшского уездного по крестьянским делам Присутствия (допущен к исправлению данной должности на второе трёхлетие распоряжением Казанского губернатора 7 /19/ августа 1887 г., утверждён на следующее трёхлетие министром внутренних дел 3 /15/ февраля 1890 г.).
3 (15) сентября 1884 г. Тетюшский мировой съезд избрал его непременным членом (переизбирался 23 сентября /5 октября/ 1887 г. и 27 сентября /9 октября/ 1890 г.).
В 1884 г. XX очередным Тетюшским уездным земским собранием избран на трёхлетие почётным мировым судьёй по Тетюшскому уезду (переизбирался на аналогичные сроки 22 сентября /4 октября/ 1887 г. и 27 /9 октября/ сентября 1890 г.).
4 (16) февраля 1891 г. распоряжением Казанского губернатора Ф. Н. Казин был назначен членом Тетюшского уездного училищного совета от министерства внутренних дел. Распоряжением министра внутренних дел 16 (28) июня 1891 г. утверждён в должности земского начальника 1-го участка Тетюшского уезда.
Ф. Н. Казин избирался также гласным Тетюшского, а затем Лаишевского уездных земских собраний.
Кроме этого, он являлся «членом по званию» Казанского епархиального училищного совета и почётным попечителем церковно-приходских школ по Тетюшскому уезду Казанской губернии.
Неоднократно отмечались также заслуги Ф. Н. Казина по части «организации мелкого кредита» в Казанской губернии.

### Служба по линии дворянского общества
Помимо этого, на протяжении многих лет своей жизни Ф. Н. Казин безупречно служил своему сословию, за что неоднократно удостаивался благодарностей Казанского дворянского общества.
Так, например, в 1890-е гг. он состоял опекуном над выморочными имениями скончавшегося потомственного дворянина Казанской губернии, бывшего Тетюшского уездного предводителя дворянства И. И.(Е.) Цельшерта. В январе 1896 г. очередное Губернское собрание дворянства, рассматривая управление ими как «вполне целесообразное и распорядительное», постановило выразить Ф. Н. Казину «совершенную признательность Казанского Дворянства за его труды и просить его сохранить за собою управление означенными имениями».
В 1905 г. дворянством Лаишевского уезда Казанской губернии он был избран депутатом дворянства данного уезда с последующим утверждением Казанским губернатором 18 (31) января 1905 г.
Впоследствии Ф. Н. Казин переизбирался на следующие трёхлетия: в 1908 г. (с утверждением 23 января /5 февраля/ 1908 г.), в 1911 г. (с утверждением 19 января /1 февраля/ 1911 г.) и в 1914 г. (с утверждением 20 января /2 февраля/ 1914 г.).
Высочайшим приказом по гражданскому ведомству от 5 (18) декабря 1903 г. Ф. Н. Казин был утверждён непременным членом Казанского губернского Присутствия.
Согласно одному из поздних отзывов, «Фёдор Нилович отличался исключительной доброжелательностью, мягкостью обращения и добротой, оставившими после себя неизгладимое впечатление у всех, кто имел случай обратиться к нему с тем или иным ходатайством, служить с ним вместе или быть просто знакомым».

### Производство в чины и награды
Безупречная служба Ф. Н. Казина обеспечила ему быстрое продвижение по чиновной лестнице.
Указом Правительствующего Сената от 21 октября (2 ноября) 1887 г. Ф. Н. Казин был произведён в губернские секретари со старшинством с 12 (24) июня 1886 г. (за выслугу лет), указом от 28 января (9 февраля) 1891 г. — в коллежские секретари со старшинством с 12 (24) июля 1889 г. (за выслугу лет), указом от 12 (24) июля 1893 г. — в титулярные советники со старшинством с 12 (24) июля 1892 г. (за выслугу лет), Высочайшим приказом по гражданскому ведомству от 1 (13) ноября 1895 г. — в коллежские асессоры со старшинством с 12 (24) июля 1895 г. (за выслугу лет), приказом от 8 (20) ноября 1899 г. — в надворные советники со старшинством с 12 (24) июля 1899 г. (за выслугу лет), приказом от 7 (20) ноября 1903 г. — в коллежские советники (за выслугу лет), приказом от 2 (15) ноября 1907 г. - в статские советники, приказом от 6 (19) декабря 1910 г. — в действительные статские советники («за отличие по должности» непременного члена Казанского губернского Присутствия).
По состоянию на 1914 г. Ф. Н. Казин был награждён пятью орденами: Святого Станислава 3-й степени (25 июня /7 июля/ 1890 г.), Святой Анны 3-й степени (6 /18/ декабря 1898 г.), Святого Станислава 2-й степени (15 /28/ мая 1901 г. — Высочайшим приказом по отряду, откомандированному для оказания санитарно-продовольственной помощи населению, пострадавшему от неурожая 1897 — 1898 гг.), Святой Анны 2-й степени (6 /19/ декабря 1904 г.), Святого Владимира 4-й степени (6 /19/ декабря 1906 г.).
Кроме этого, 5 (17) апреля 1897 г. ему была Высочайше пожалована «тёмно-бронзовая медаль на ленте из государственных цветов» за труды по Первой всеобщей переписи населения Российской Империи 1897 г.

## Избрание членом Государственной Думы
Являясь твёрдым приверженцем монархического строя, Ф. Н. Казин в то же время не находил нужным заниматься активной политической деятельностью и, как свидетельствует историк А. А. Иванов, долгое время настоятельно отказывался от избрания членом Государственной Думы.
По информации Д. М. Усмановой, в период выборов в Государственную Думу 1-го и 2-го созывов в съезде землевладельцев по Лаишевскому уезду участвовал его брат — «беспартийный прогрессист» Н. Н. Казин, который «был избран выборщиком на губернский съезд, однако в депутаты не прошёл».
Сам Ф. Н. Казин, по словам А. А. Иванова, был выдвинут в Государственную Думу 4-го созыва правой общественностью Казанской губернии как «человек твёрдых убеждений и редкой работоспособности, трудолюбия и добросовестности». Он сообщает также, что Ф. Н. Казин получил «в высшей степени лестную характеристику от казанского губернатора, направленную по запросу в МВД».
20 октября (2 ноября) 1912 г. Казанским губернским избирательным собранием Ф. Н. Казин был избран членом Государственной Думы 4-го созыва (как выдвиженец от съезда крупных землевладельцев Лаишевского уезда).

## Деятельность в Государственной Думе
Будучи человеком консервативных взглядов, Ф. Н. Казин вошёл в Государственной Думе в состав фракции правых, а в следующем — 1913 г. — стал членом «Русского Собрания».
При этом Ф. Н. Казин предпочёл целиком и полностью сосредоточиться на работе в думских комиссиях по тому профилю, по которому он являлся признанным профессионалом.
Как отмечалось, в частности, в опубликованной 5 (18) марта 1915 г. в газете «Казанский Телеграф» за подписью «Н. А.» заметке-некрологе «Памяти Ф. Н. Казина»: «Ф[ёдор] Н[илович] почти всё время проводил в разнообразных комиссиях, никогда не стремясь к эффектным выступлениям с думской кафедры, вполне справедливо полагая, что главная часть работ лежит именно в деятельности комиссий». По словам того же автора, Ф. Н. Казин оставался верен в себе «и в своём новом звании»: «Та же доброжелательность, та же скромность, удивительно ясное понимание самых разнообразных вопросов и трудоспособность, которые отличали предшествующую деятельность Ф[ёдора] Н[иловича], неизменно сопутствовали ему и в его трудах в законодательной палате».
7 (20) декабря 1912 г. Ф. Н. Казин был избран членом «земельной комиссии» под председательством С. И. Шидловского «1-го» и «комиссии по местному самоуправлению» под председательством Н. И. Шидловского «2-го», в которых и проработал на всём протяжении первой сессии Государственной Думы 4-го созыва, продолжавшейся с 1912 по 1913 гг.
Во время второй сессии — 1913—1914 гг. — его депутатская нагрузка заметно возросла: продолжая работать в «земельной комиссии» и «комиссии по местному самоуправлению», Ф. Н. Казин был также избран членом «комиссии по судебным реформам» под председательством Н. П. Шубинского и «комиссии для выработки законопроекта о печати» под председательством И. Н. Ефремова.
При этом его коллегами по работе в комиссиях являлись и другие члены Государственной Думы от Казанской губернии, в том числе: в земельной комиссии — националист И. А. Рындовский и в комиссии по местному самоуправлению — октябрист В. В. Марковников.
Упоминаний о деятельности Ф. Н .Казина в качестве депутата Государственной Думы, по причине его самоустранения от публичной ораторской деятельности, сохранилось очень мало.
Между тем, в его некрологе, опубликованном 11 (24) марта 1915 г. в «Вестнике Русского Собрания», особо подчёркивалось, что Ф. Н. Казин, помимо участия «в общих собраниях» и работе комиссий, «подписал несколько законодательных предположений: о введении всеобщего начального образования и др[угих]».
Очевидно, что земская составляющая в его деятельности (со всем соответствующим ей «набором»: землеустройство, местное самоуправление, начальное образование, судебная практика и т.д.) брала верх над всем остальным.

## Личная жизнь
Информация о личной жизни Ф. Н. Казина весьма отрывочна и противоречива.
В «формулярных списках» о его службе, датированных 1905 и 1914 гг., содержится информация о том, что Ф. Н. Казин был холост. Казанский историк Д. М. Усманова пишет, что он «к 1912 г. был женат». Кроме того, в объявлениях о его кончине и поминовении, опубликованных 3 (16) и 7 (20) марта 1915 г. в «Казанском Телеграфе», фигурирует «вдова покойного». Благодаря генеалогам стало известно и имя второй половинки Фёдора Ниловича. Александра Александровна, в девичестве Теренина, дочь Александра Николаевича, действительного статского советника и мирового судьи. 
Упоминаний о детях Ф. Н. Казина не обнаружено.
Его племянник В. Н. Казин являлся одним из руководителей молодёжного крыла казанского правомонархического (черносотенного) движения, первым председателем «Казанского Гимнастического Кружка "Беркут"» (1908 − 1911 гг.).

## Кончина, погребение
Кончина Ф. Н. Казина оказалась внезапной и неожиданной для близких и окружавших его людей.
Наступила она 2 (15) марта 1915 г. в час дня в Казани, вызвав искреннюю скорбь в казанском обществе. «Кончина его была настолько неожиданна, — писал в «Казанском Телеграфе» «Н. А.», — что, первоначально, друзья и знакомые Ф[ёдора] Н[иловича] отказывались верить печальному известию.
Но, к несчастию, быстро облетевшая город весть подтвердилась.
Фёдор Нилович внезапно скончался».
В некрологе Ф. Н. Казина из «Вестника Русского Собрания» говорилось, в частности: «Смерть этого выдающегося общественного деятеля вызвала глубокое сожаление у всех, знавших покойного. Это был стойкий и убеждённый работник, досконально изучивший народную жизнь и народные нужды и никогда не изменявший своим истинно-русским государственным убеждениям».
Похороны Ф. Н. Казина, состоявшиеся 4 (17) марта 1915 г., вылились в многолюдное прощание, в котором принял участие цвет местного дворянства и земства. Особое почтение к почившему выразил Казанский губернатор П. М. Боярский, который несмотря на полученную им незадолго до того серьёзную травму ноги, присутствовал на первой панихиде на квартире Ф. Н .Казина и нашёл в себе силы прийти на его похороны.
Помимо главноначальствующего губернии, на отпевании в церкви Грузинской иконы Божьей Матери и церемонии выноса тела, по сообщению «Казанского Телеграфа», присутствовали: Казанский губернский предводитель дворянства С. С. Толстой-Милославский, Казанский вице-губернатор (впоследствии — Самарский губернатор) князь Л. Л. Голицын, уездные предводители дворянства во главе с Казанским уездным предводителем дворянства, бывшим членом Государственной Думы 3-го созыва, октябристом А. Н. Боратынским, председатель Казанской губернской земской управы, также — бывший член Государственной Думы 3-го созыва, октябрист Н. А. Мельников, член Государственной Думы 4-го созыва от Казанской губернии, октябрист В. В. Марковников и многие другие известные люди, а также многочисленные родственники Ф. Н. Казина из известных дворянских родов (Горталовы, Казины, Лихачёвы, Теренины и другие), «представители судебного мира и присяжной адвокатуры, непременные члены губернского присутствия, чины губернского правления и много молящихся».
На гроб покойного было возложено множество венков, в том числе: от членов Государственной Думы — с надписью «Члену Государственной Думы Фёдору Ниловичу Казину», от родных и близких — «Дорогому Феде — сёстры и братья», «Незабвенному крёстному отцу от крестницы Кати», а также — венки от дворянства, «кассы мелкого кредит»а и другие.
Из публикаций «Казанского Телеграфа» явствует также, что «среди сослуживцев, по губернскому присутствию и правлению, и друзей» Ф. Н. Казина после его кончины «возникла мысль, взамен венков на гроб почившего, учредить его имени койку для раненых в одном из лазаретов земского союза».
Известно также, что по состоянию на 7 (20) марта 1915 г. на «койку имени Ф. Н. Казина», которую решено было открыть «в лазарете при Дворянском Собрании (Земский союз)», было собрано уже 166 рублей.
Похоронен Ф. Н. Казин был на Арском кладбище, располагающемся ныне в центре Казани. До нашего времени на его могиле сохранился первоначальный памятник — большой чёрный каменный крест, в основании которого высечена надпись: «Ѳеодоръ Ниловичъ Казинъ родился 14 Iюля 1857 г. скончался 2 Марта 1915 г.». Находившийся посередине креста встроенный фрагмент (которым, возможно, являлся святой образ или иное изображение) утерян. Недалеко от могилы Ф. Н. Казина находятся также могилы его брата Бориса Ниловича Казина и сестры Марии Ниловны Казиной.

## Увековечение памяти
10 июля 2014 г., в рамках проводившейся на Арском кладбище Казани по инициативе Казанского отделения «Русского Собрания» – «Русского Собрания города Казани» акции памяти, состоялось посещение могилы Ф. Н. Казина, на которую был возложен венок, после чего была пропета «вечная память».